# Tub de Kràsnikov

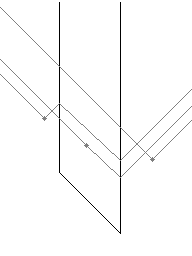
Aquest diagrama de Minkowski demostra l'estructura causal d'un tub de Kràsnikov; la línia en forma de «U» seria el límit del dispositiu «tubular", mentre que les línies diagonals que intersecta representen en els seus punts les parts davanteres de cons de llum.

El tub de Krasnikov és un hipotetitzat dispositiu o mecanisme per a un viatge espacial a velocitats superluminals, proposat pel físic rus Sergei Kràsnikov el 1995, i que implica un combeig permanent de l'espaitemps.

## Principis
Sergei Kràsnikov, físic teòric de l'Observatori Central de Pulkovo (a prop de Sant Petersburg a Rússia), va identificar un possible greu defecte en la impulsió per deformació plantejada per Miguel Alcubierre per a un viatge espacial: si la deformació de l'espaitemps es mou més ràpid que la velocitat de la llum, llavors no pot ser controlada des de dins de l'anomenada bombolla de deformació en la qual es trobaria estacionària, o si no, a velocitats subliminals, la cosmonau. L'anàlisi de Kràsnikov demostra que a les velocitats superluminals de l'espaitemps en què «surfejaria» la suposada bombolla de deformació plana l'interior de la mateixa estaria causalment aïllat de la seva superfície i de l'exterior. Per això els fotons no podrien passar de l'interior a l'exterior. Exemplificant: si des de dins de la cosmonau s'enviés un raig lluminós vers l'exterior de la bombolla, aquest raig lluminós quedaria com detingut en un punt, estacionari respecte a la bombolla, d'un mode que recordés l'horitzó d'esdeveniments que envolta els forats negres.
L'alternativa que dona Kràsnikov és crear una deformació de l'espai darrere del vehicle espacial quan, per exemple, la nau viatgés amb una velocitat propera però inferior a la velocitat de la llum envers un sistema estel·lar diferent. Després la nau utilitzaria la deformació o «tub» així creat per al viatge de tornada. Aquesta distorsió de l'espai té una característica interessant per al viatge de tornada: la nau estaria de tornada en un moment anterior al de la partida (conforme al que observés un repòs en el punt de partida). En efecte, el tub de Kràsnikov resulta també una espècie de «túnel del temps» que connecta el moment de sortida de la nau amb l'època de la seva tornada.

## Violacions del principi de causalitat?

### Dispositiu d'un tub
Dins del tub l'espaitemps és pla, tanmateix, els límits de la trajectòria s'han obert a l'exterior, permetent el viatge superluminal solament en una direcció, per exemple, de nou al punt de partida (suposant la Terra). Kràsnikov comenta que la seva «màquina del temps» no pot violar el principi de causalitat (una causa ha de precedir els seus efectes) perquè tots els punts al llarg de la trajectòria d'anada i tornada de la nau espacial tenen sempre un requerit interval de separació d'espaitemps que presenta amb els termes algebraics {\displaystyle c^{2}dt^{2}} és sempre major que {\displaystyle dx^{2}+dy^{2}+dz^{2}} (d'aquesta manera, per exemple, un missatge a través d'un raig de llum no es podria utilitzar per una senyalització «enrere del temps» en què la llum fos projectada).

### Dispositiu de dos tubs
Mentre que un «tub de Kràsnikov» no presentaria (tot i les seves aparents paradoxes) cap problema amb el principi de causalitat, Allen E. Everett i Thomas A. Roman, científics de la Universitat Tufts, han considerat que dos tubs de Kràsnikov disposats en sentits oposats poden crear llaços espaciotemporals que potser violarien la causalitat. Per exemple, suposem que un tub a la Terra és construït en direcció a un estel situat a 3.000 anys llum i per aquest els astronautes viatgin a velocitats relativistes de mode que el viatge trigui només 1,5 anys des de la perspectiva dels astronautes; després aquests astronautes col·loquen un segon «tub de Kràsnikov», novament a velocitats relativistes des de llur perspectiva el viatge de tornada trigaria uns altres 1,5 anys, però «tornarien» a la Terra 3.000 anys abans de la seva partida. Davant d'això, Everett i Roman han realitzat un detallat anàlisi de la distribució de densitats d'energia que constituiria al sistema de dos tubs de Kràsnikov, i van concloure que encara que les seves parets tindrien energies negatives extremadament elevades, el qual implicaria que seria tecnològicament impossible de construir.

### Semblances i diferències amb un forat de cuc
Es pot establir una comparació entre un forat de cuc transitable i un tub de Kràsnikov; en ambdós casos la distorsió espaciotemporal provoca un viarany entre dues regions llunyanes de l'univers. Tanmateix, existeix una diferència fonamental: un forat de cuc se suposa que produeix un viarany en l'espai i en el temps mentre que un tub de Kràsnikov seria un viarany en el temps; en creuar un forat de cuc (se suposa) un hipotètic viatger recorreria una distància i un temps pràcticament nuls (com un canvi de fase) en canvi, en el tub de Kràsnikov es requeriria recórrer tota la distància entre les dues regions que aquest dispositiu connectaria, no obstant això, l'interval de temps (per efectes relativistes) seria pràcticament nul entre el moment de partida i el de tornada, o, com s'ha suposat, tornant en un moment anterior al de partida (des del punt de vista d'un observador extern).